# Stazione di Santa Maria la Bruna
Stazione di Santa Maria la Bruna vasútállomás Olaszországban, Torre del Greco településen.

## Vasútvonalak
Az állomást az alábbi vasútvonalak érintik:
- Nápoly–Battipaglia-vasútvonal

## Kapcsolódó állomások
A vasútállomáshoz az alábbi állomások vannak a legközelebb:
- Stazione di Torre Annunziata Città (Stazione di Castellammare di Stabia)
- Stazione di Torre del Greco (Stazione di Napoli Campi Flegrei)
- Stazione di Torre Annunziata Città (Stazione di Salerno)